# Centro della Via Lattea

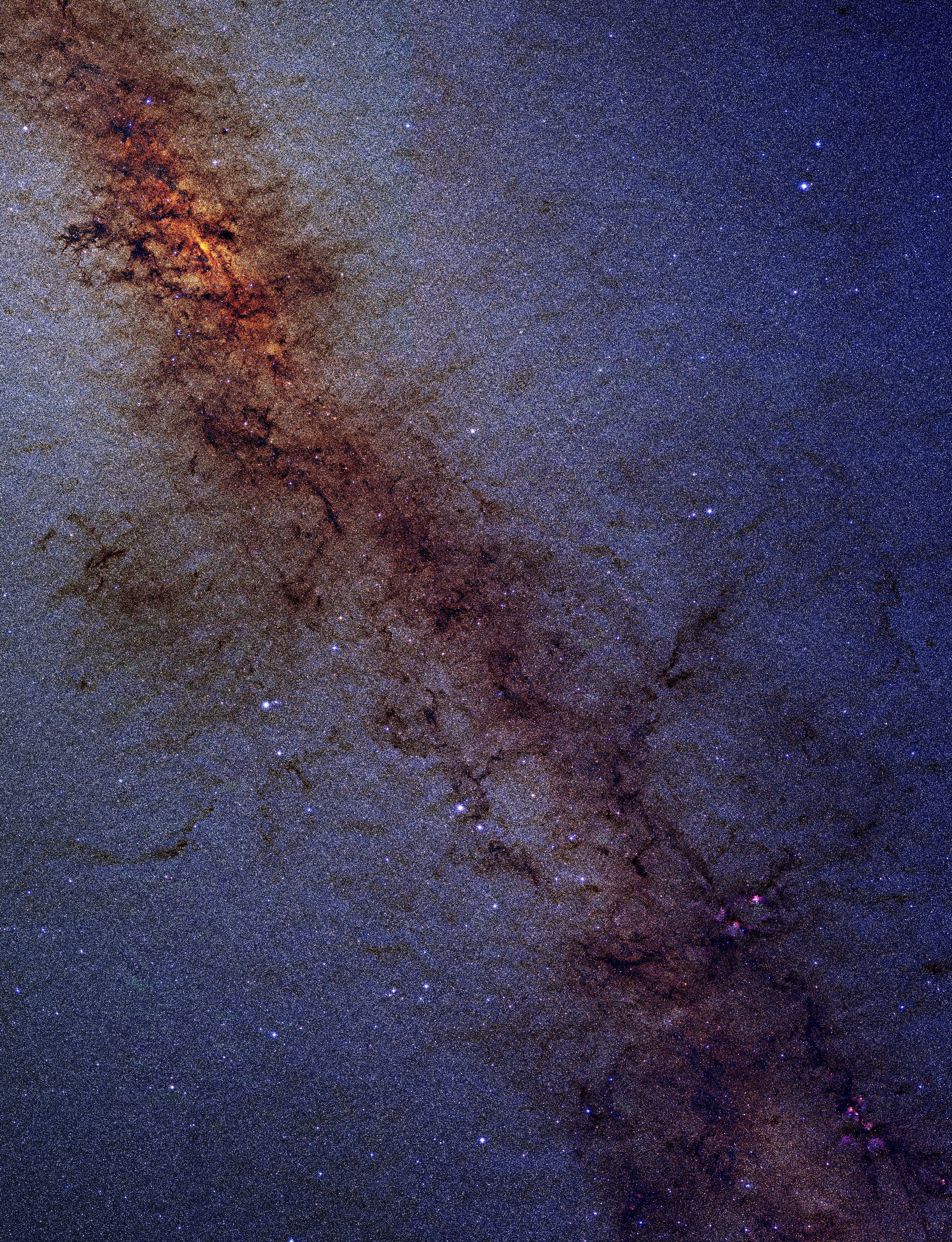
Il centro della Via Lattea visto da uno dei telescopi all'infrarosso 2MASS.

Il Centro della Via Lattea, noto anche come Centro Galattico, è il centro rotazionale della Via Lattea; si trova a circa 7900 ± 430 parsec dalla Terra, in direzione della costellazione del Sagittario, nel punto in cui la Via Lattea appare più luminosa. Questa parte della galassia è rimasta misteriosa per molto tempo e solo recenti osservazioni, rese possibili dai grandi telescopi europei dell'emisfero australe, hanno permesso di saperne di più.
Dopo decine di anni studi e osservazioni si è arrivati alla conclusione che al centro della Via Lattea, come nella maggior parte delle galassie, sia presente un buco nero supermassiccio chiamato Sagittarius A*.

## Ubicazione

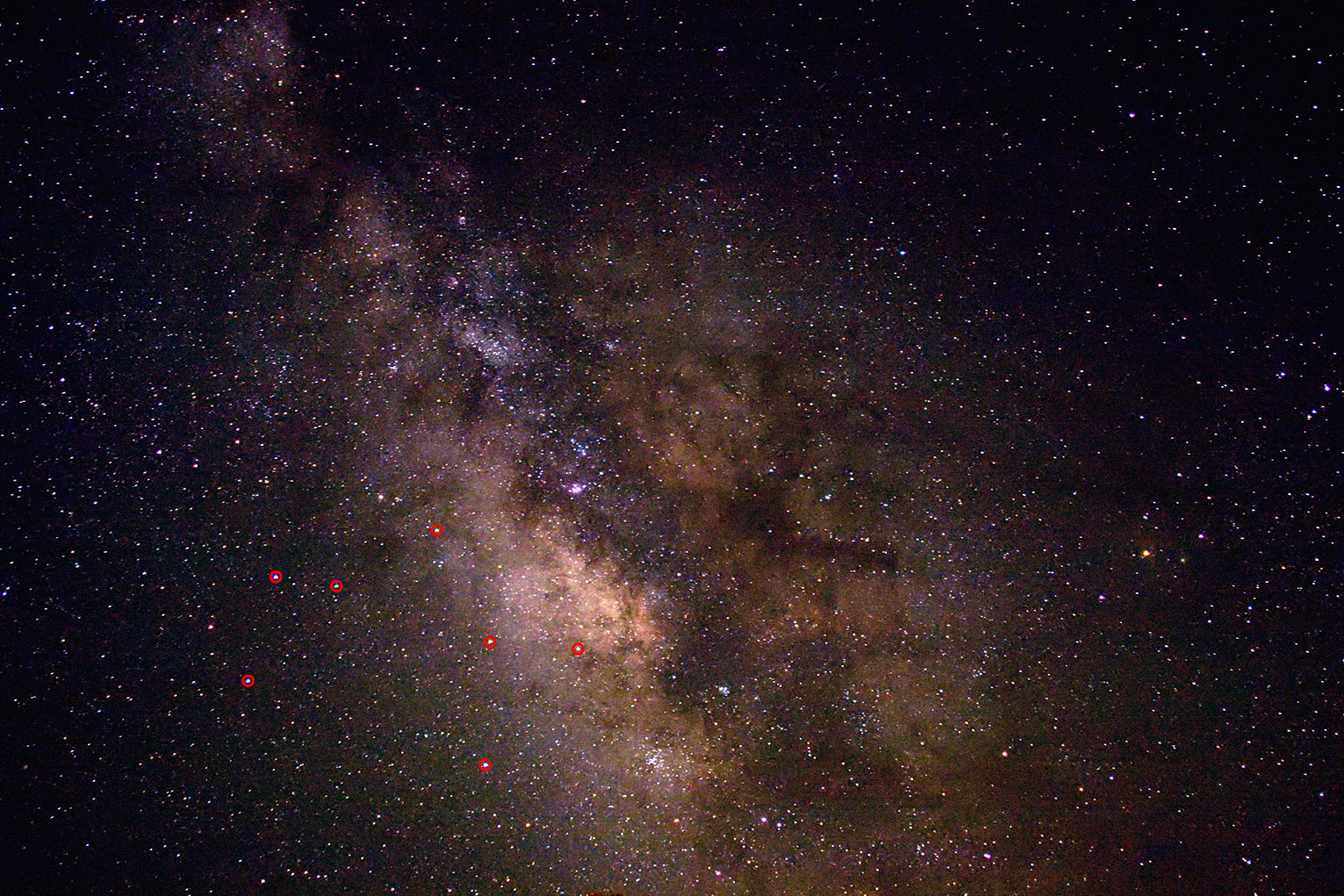
Il centro galattico osservato nel visibile in direzione della costellazione del Sagittario. Le stelle principali della costellazione sono indicate in rosso.

A causa delle fredde polveri interstellari sulla linea di vista, il Centro Galattico non può essere studiato alle lunghezze d'onda del visibile, né dell'ultravioletto, né dei raggi X a debole frequenza; tutte le informazioni di cui disponiamo ci sono fornite dall'osservazione a raggi gamma, raggi X a forte frequenza, infrarossi e onde radio.
Le coordinate del Centro Galattico furono calcolate e presentate per la prima volta dall'astronomo Harlow Shapley nel suo studio sulla distribuzione degli ammassi globulari del 1918. Nel sistema delle coordinate equatoriali, queste coordinate sono: ascensione retta 17h 45m 40,04s; declinazione −29° 00′ 28,1″ (epoca J2000).

## Popolazione stellare

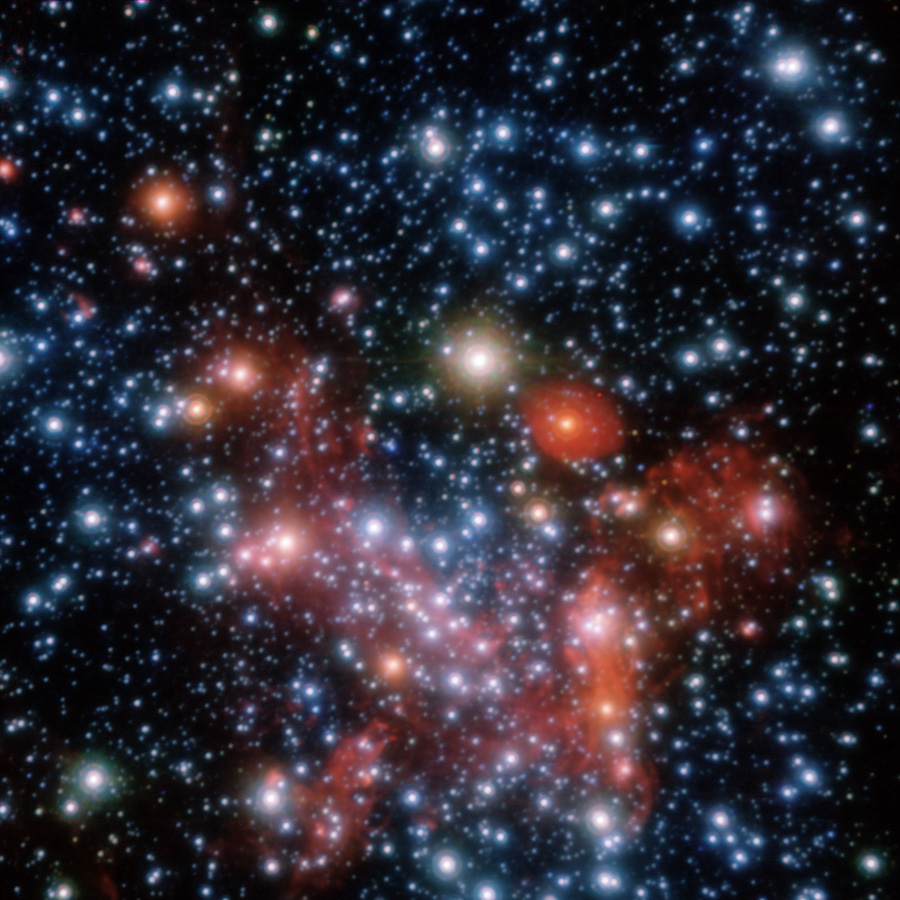
Un'immagine delle stelle situate nel centro galattico. ESO

Il parsec centrale attorno a Sagittarius A* contiene centinaia di stelle. Sebbene la gran parte di queste sia costituita da vecchie stelle rosse sulla Sequenza principale, sono presenti anche diverse stelle di grande massa: sono state infatti identificate più di cento stelle di popolazione OB e di Wolf-Rayet, le quali sarebbero nate a seguito di un unico evento di formazione stellare che ebbe luogo pochi milioni di anni fa. L'esistenza di queste stelle relativamente giovani fu una sorpresa per gli esperti, che ipotizzavano che la forza mareale del buco nero avrebbe contrastato la loro formazione. Questo cosiddetto "paradosso della giovinezza" è ancor più notevole in stelle che hanno un'orbita molto stretta attorno a Sagittarius A*, come le stelle S2 e S0-102. Le ipotesi prevalenti affermano che quest'ammasso di stelle supermassicce si sarebbe formato al di là del Centro Galattico, e che poi sarebbe migrato in direzione di Sagittarius A attratto dalla corrente gravitazionale, o che si sarebbe formato in loco, grazie alla stessa forza gravitazionale che avrebbe contratto la grande nube del disco di accrescimento del buco nero. È interessante notare che molte di queste stelle giovani e massicce sembrano essere concentrate in uno (UCLA) o due (MPE) dischi, piuttosto che distribuite in modo casuale all'interno del parsec centrale.

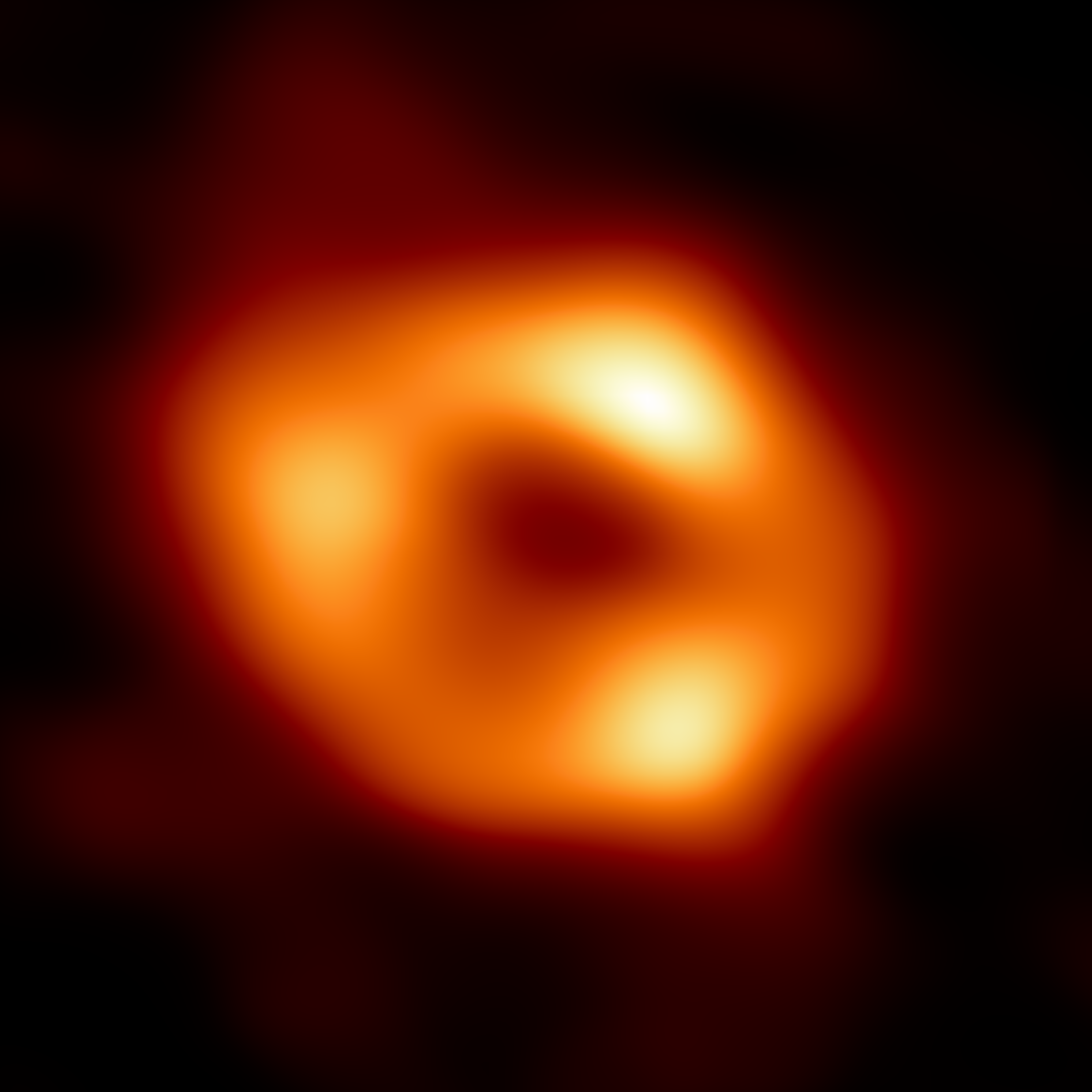
La prima prova visiva diretta della presenza di un buco nero al centro della nostra Galassia, la Via Lattea. È stata catturata dall'Event Horizon Telescope (EHT), un array che collega otto radio osservatori esistenti in tutto il pianeta per formare un unico telescopio virtuale delle dimensioni della Terra.
La foto è stata pubblicata il 12 Maggio 2022

La formazione stellare non sembra tuttavia avvenire attualmente all'interno del Centro Galattico, sebbene il Disco Circumnucleare (CND) di gas molecolare orbitante a due parsec da Sagittarius A* sembri essere un sito favorevole all'evento. Un lavoro di mappatura della densità del gas in una regione di 400 anni-luce attorno al Centro Galattico presentato nel 2003 da Antony Stark e Chris Martin ha rivelato un anello di accumulo la cui massa supera di diversi milioni di volte quella del Sole e prossimo alla densità critica adatta alla formazione stellare. Le loro conclusioni sono che in circa 200 milioni di anni potrebbe verificarsi nel Centro Galattico uno starburst, ossia un violento episodio di formazione stellare, con stelle supermassicce che rapidamente evolvono in supernovae; lo starburst, come osservato in altre galassie, si accompagna spesso alla formazione di getti galattici ai poli. La Via Lattea, secondo questo studio, potrebbe diventare una galassia starburst entro 500 milioni di anni.

## Note

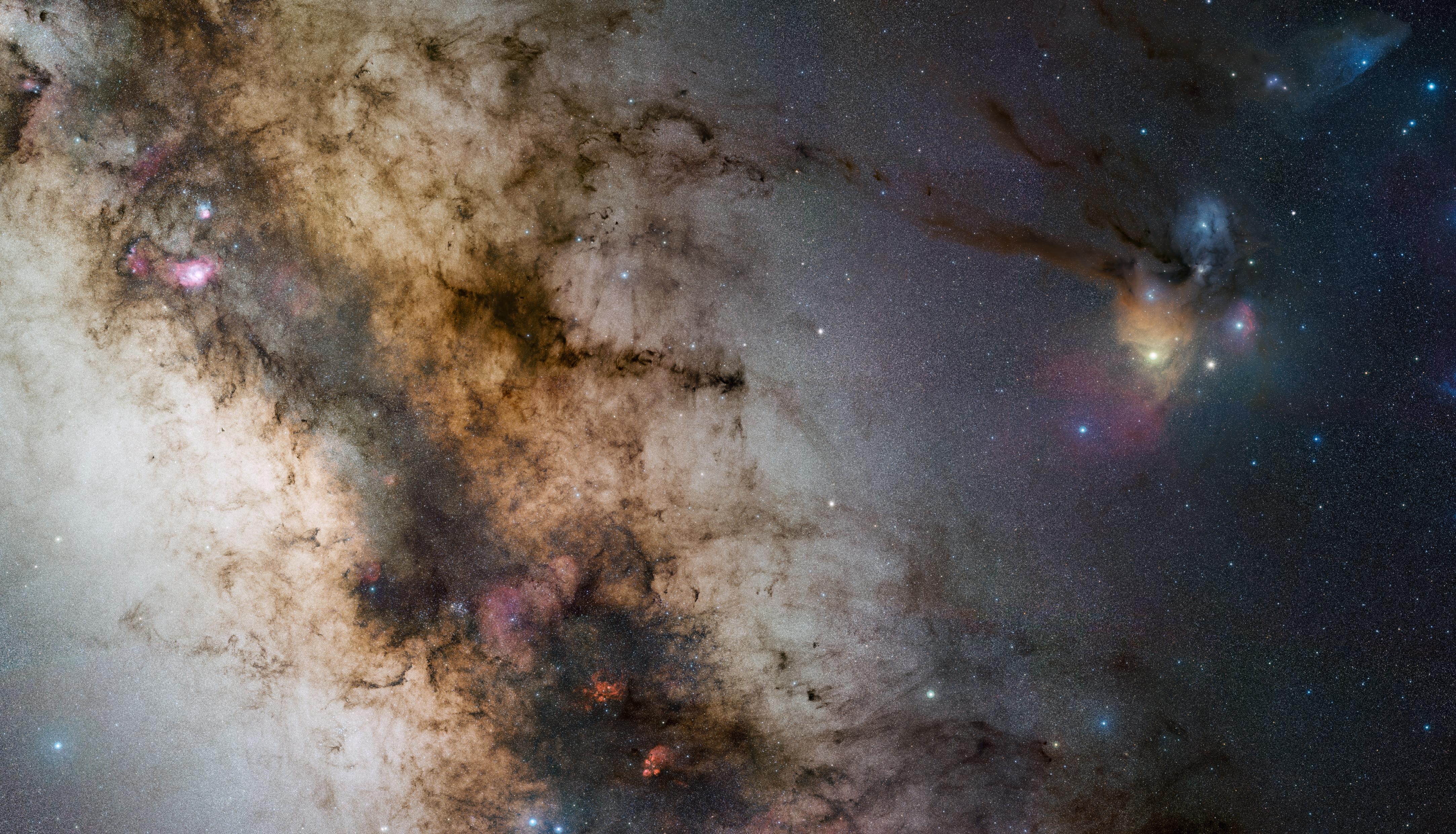
Una porzione del Centro Galattico ripresa dal Very Large Telescope. L'immagine è stata acquisita nell'ambito del GigaGalaxy Zoom project della ESO che prevede la realizzazione di un panorama di 340 milioni di pixel del Centro della Via Lattea. La porzione copre una parte di cielo tra la costellazione del Sagittario e dello Scorpione

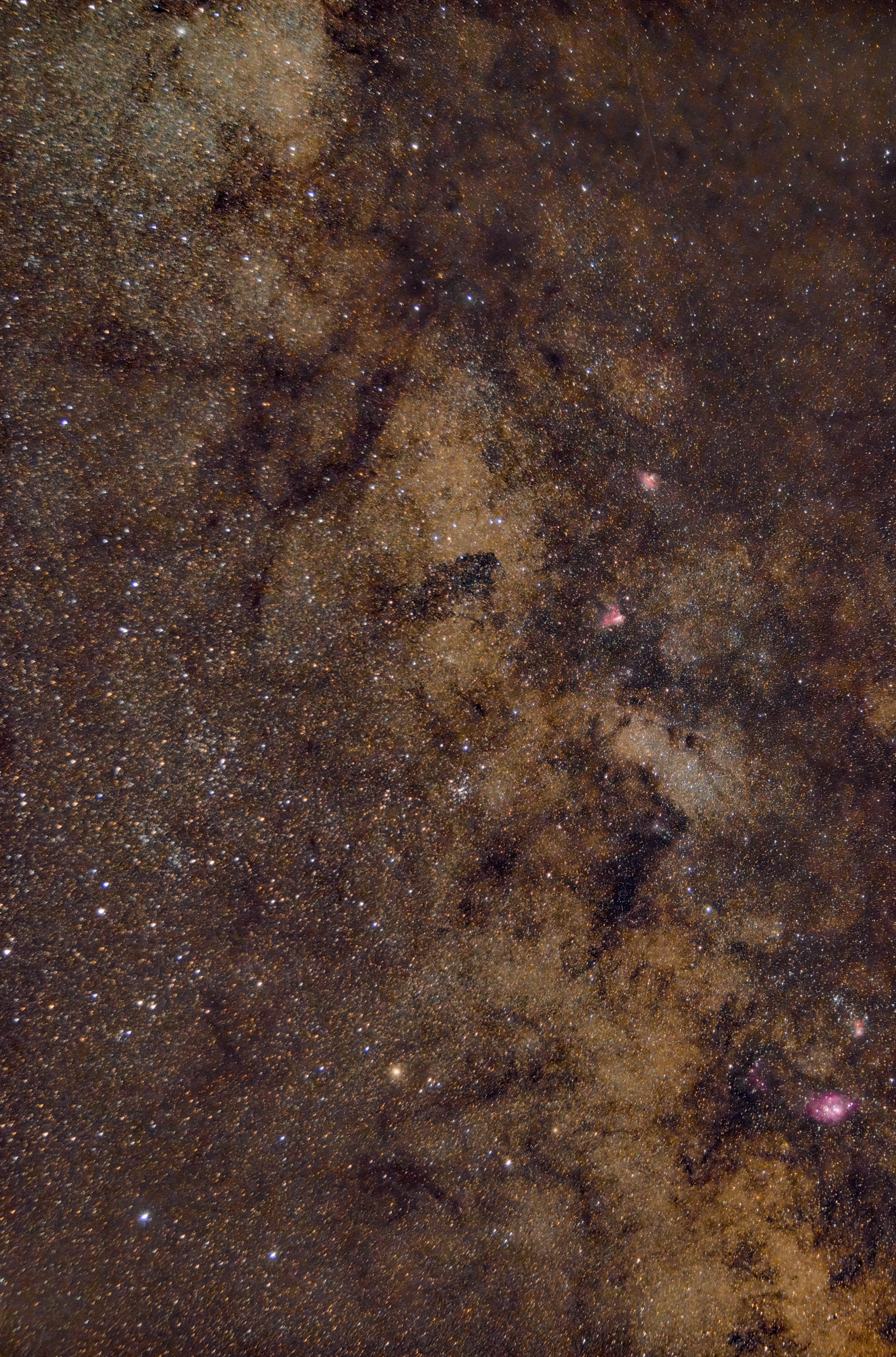
Centro Galattico ripreso dalla Liguria con una macchina fotografica